# Vanderbilt (Teksas)
Vanderbilt – jednostka osadnicza w Stanach Zjednoczonych, w stanie Teksas, w hrabstwie Jackson.